# 우도 신궁

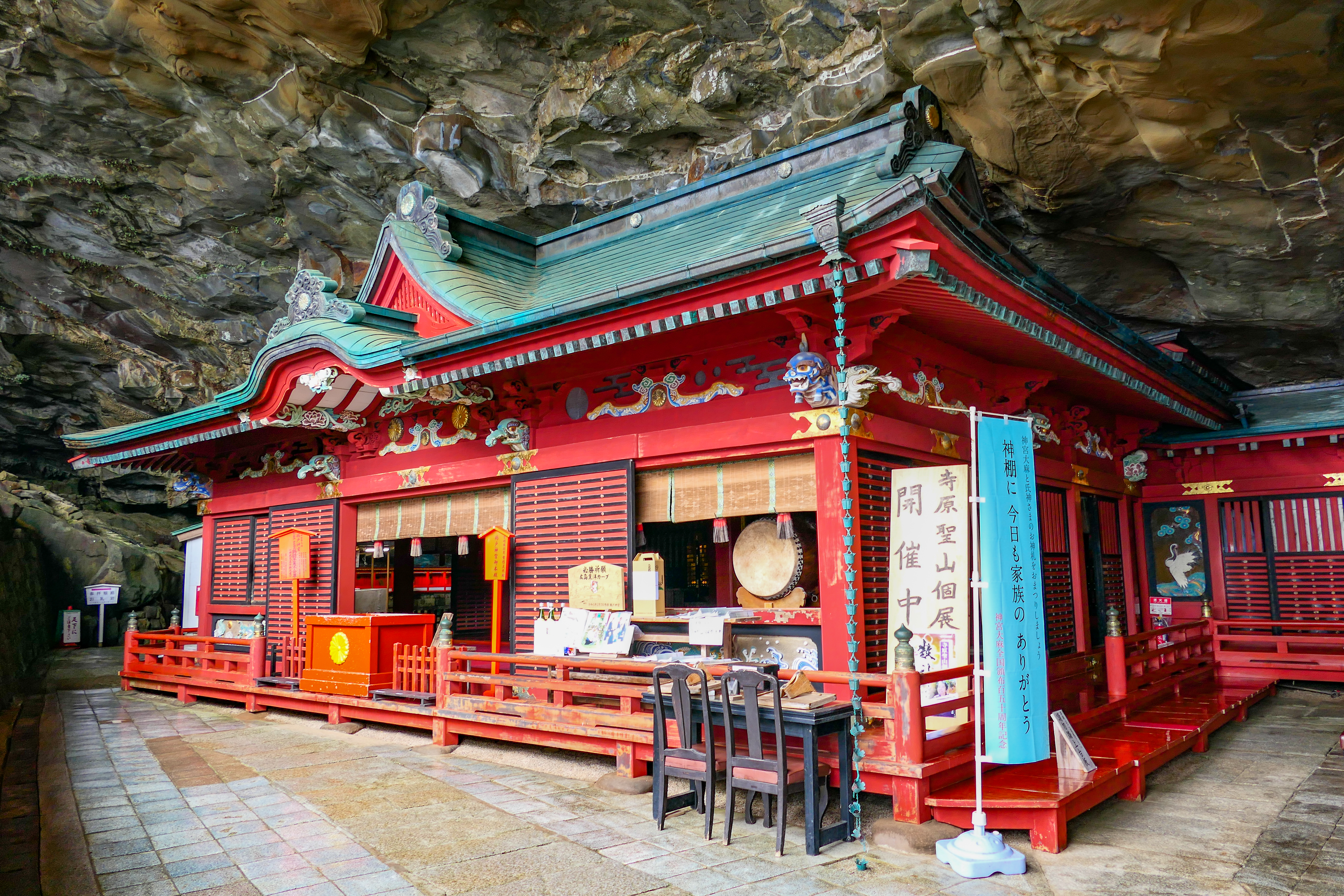
우도 신궁

우도 신궁(鵜戸神宮 우도진구[*])은 일본 미야자키현 니치난시에 있는 신사다. 현재는 신사본청의 별표신사로 지정되어 있다. 휴가나다에 접한 절벽 중턱, 동서 38m, 남북 29m, 높이 8.5m의 암굴(해식동) 내에 본전이 있어, 참배하려면 절벽에 따라 만들어진 돌계단을 내려간다. 이는 신사로서는 드문 내리막이다. 경내지를 포함한 부근의 해안은 파도의 침식을 받아 형성된 해식동이 많아 명승으로 지정되어 있다.